# Fulham Road
Fulham Road è una strada di Londra, in Inghilterra, che comprende la A304 e parte della A308.

## Panoramica
Fulham Road si estende dall'A219 road verso est nel centro di Fulham (Londra), nel London Borough of Hammersmith and Fulham, attraversa Chelsea e raggiunge Brompton Road, a Knightsbridge, e la A4 di Brompton, nel Royal Borough of Kensington and Chelsea.
Fulham Road è parallela a Kings Road e dalla zona di Brompton Cross continua verso ovest. Lungo la strada sorgono numerosi negozi di antiquariato e di mobili.
La stazione metropolitana più vicina è situata a South Kensington.
L'A308 segue Fulham Road da Brompton Road a Chelsea. Fulham Road tocca questi punti di riferimento:
- Stamford Bridge, stadio del Chelsea F.C.
- il primo store della Habitat, aperto da Terence Conran il 1º maggio 1964
- il Cineworld Cinema
- la stazione metropolitana di Fulham Broadway
- il Chelsea and Westminster Hospital

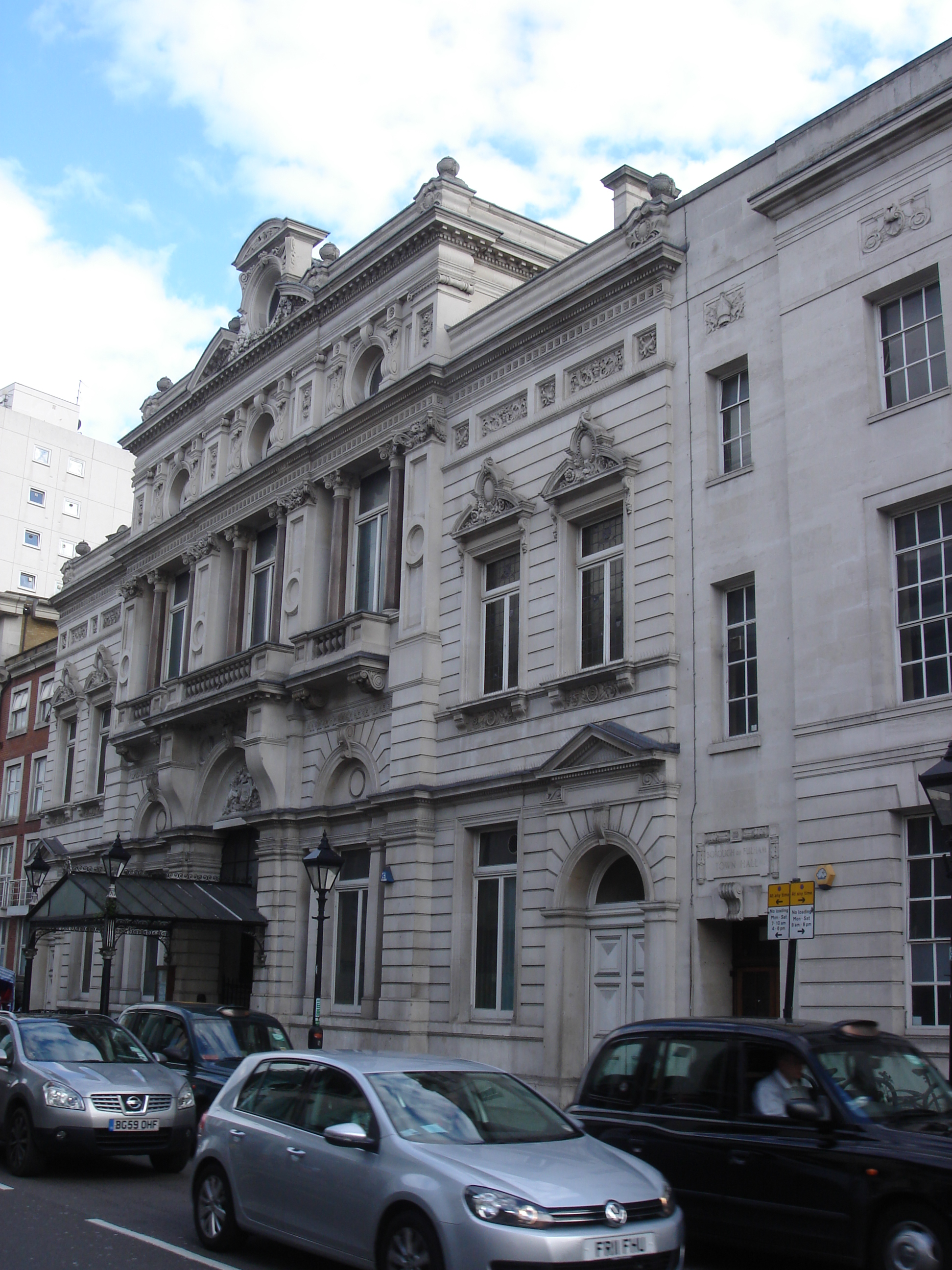
Fulham Town Hall

- il Royal Brompton Hospital
- il Royal Marsden Hospital

Alla fine della strada, a Fulham:
- Fulham Palace
- Putney Bridge

## Nella cultura di massa
Fulham Road è citata in modo ricorrente nell'album dei Jethro Tull A Passion Play e nella canzone dei Morrissey Maladjusted.